# Досатуй
Досатуй — посёлок в Приаргунском районе Забайкальского края, Россия. Образует сельское поселение «Досатуйское».

## История
В 1966 г. указом президиума ВС РСФСР поселки при железнодорожной станции Досатуй и фермы № 2 совхоза имени Погадаева, фактически слившиеся в единый населенный
пункт, наименованы посёлком Досатуй.

## Население
| 2002  | 2010  | 2012  | 2013  | 2014  | 2015  | 2016  |
| ----- | ----- | ----- | ----- | ----- | ----- | ----- |
| 2696  | ↘1530 | ↘1477 | ↘1418 | ↘1392 | ↘1364 | ↘1335 |
| 2017  | 2021  |       |       |       |       |       |
| ↘1310 | ↘1176 |       |       |       |       |       |